# 興奮毒性

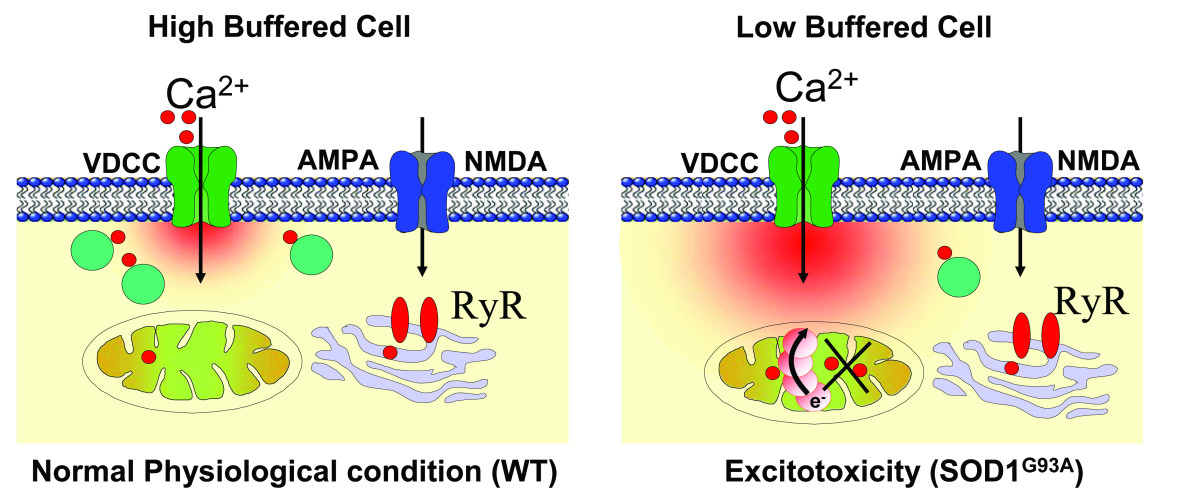
運動神経におけるCa^{2+}緩衝能の低下と興奮毒性。Ca^{2+}緩衝能が低下した脆弱なALSの舌下神経では、緩衝能が高い細胞と比較して、ミトコンドリアは高いCa^{2+}負荷にさらされる。正常な生理的条件下では、神経伝達物質はグルタミン酸受容体チャネル（NMDA受容体とAMPA受容体）を開き、そして電位依存性Ca^{2+}チャネル（VDCC）を開く。グルタミン酸はEAAT1およびEAAT2によって再取り込みが行われる。細胞内のカルシウムのわずかな上昇は細胞内で緩衝される。ALSでは、グルタミン酸受容体チャネルの障害によってカルシウムの透過性が高くなり、Ca^{2+}の負荷が高まってミトコンドリア損傷のリスクが高まる。これが引き金となって、ミトコンドリアで活性酸素種（ROS）が産生され、その後グリア細胞のEAAT2の機能を阻害する。その結果、シナプスのグルタミン酸濃度はさらに上昇し、シナプス後細胞のカルシウム濃度もさらに上昇し、ALSにおける運動神経の選択的な脆弱性の一因となる。

興奮毒性（こうふんどくせい、英: excitotoxicity）とは、正常範囲では必要かつ安全なグルタミン酸などの神経伝達物質が病理学的な高濃度状態となり、受容体の過剰刺激によって神経細胞が損傷したり死滅したりする現象である。例えば、NMDA受容体やAMPA受容体などのグルタミン酸受容体が興奮性神経伝達物質であるグルタミン酸の過剰量存在下に置かれると、神経細胞には大きな損傷が生じる可能性がある。過剰なグルタミン酸は、細胞内に高濃度のカルシウムイオン（Ca2+）を流入させる。細胞内に流入したCa2+は、ホスホリパーゼ、エンドヌクレアーゼ、プロテアーゼ（カルパインなど）を含む多数の酵素を活性化する。これらの酵素は、細胞骨格の構成要素、細胞膜、DNAなどの細胞構造を損傷する。生命のような進化した複雑適応系では特定の機構が単純かつ直接的なものであることは稀であり、例えば、毒性量以下のNMDAへの曝露は毒性量のグルタミン酸に対する神経細胞の生存を誘導するなど、複雑な応答が観察される。
興奮毒性は、がん、脊髄損傷、脳卒中、外傷性脳損傷、聴覚障害（音響外傷や薬剤性難聴）、中枢神経系の神経変性疾患（多発性硬化症、アルツハイマー病、筋萎縮性側索硬化症（ALS）、パーキンソン病）、アルコール依存症、アルコール離脱症候群、高アンモニア血症、そして特に急激なベンゾジアゼピン離脱とハンチントン病に関係している可能性がある。脱水はシナプス間隙のグルタミン酸濃度を高めるので避けるべきであり、またシナプス周辺へのグルタミン酸の蓄積はてんかん重積状態（status epilepticus）も引き起こす。

## 歴史
中枢神経系に対するグルタミン酸の有害な影響は1954年に林髞によって観察され、グルタミン酸の直接投与によって発作が引き起こされることへの言及がなされた。1957年にD. R. LucasとJ. P. Newhouseは「致死量よりやや少ない」とされる皮下投与量で新生児マウスの網膜内層の神経細胞が破壊されることを観察した。1969年、John Olneyはこの現象が網膜に限らず脳全体で起きていることを発見し、興奮毒性（excitotoxicity）という言葉を作り出した。彼はまた、細胞死がシナプス後神経細胞に限定されていること、グルタミン酸アゴニストはグルタミン酸受容体の活性化能と同程度の神経毒性を有し、またグルタミン酸アンタゴニストは神経毒性を止めることができるとの評価を行った。
2002年、Hilmar Badingらは興奮毒性がシナプス結合の外部に位置するNMDA受容体の活性化によって引き起こされることを発見した。このシナプス外NMDA受容体による有毒なシグナル伝達の分子基盤も2020年Hilmar Badingらによって明らかにされ、シナプス外NMDA受容体とTRPM4からなる細胞死シグナル伝達を促進する複合体について記載がなされた。NMDAR/TRPM4相互作用面阻害剤（NMDAR/TRPM4 interaction interface inhibitor）を用いてこの複合体を破壊することで、シナプス外NMDA受容体の毒性は消失する。

## 病態生理
興奮毒性は体内で産生される物質（内因性興奮毒）によって生じることもある。グルタミン酸は脳内の興奮毒の最も典型的な例であり、哺乳類の中枢神経系における主要な興奮性神経伝達物質でもある。正常条件下では、グルタミン酸濃度はシナプス間隙で最大1 mMまで上昇し、数ミリ秒後には迅速に低下する。シナプス間隙周辺のグルタミン酸濃度が低下しなかったり、より高いレベルに達したりした場合には、神経細胞はアポトーシスと呼ばれる過程で自ら死を引き起こす。
この病理学的現象は、脳損傷や脊髄損傷の後にも生じる。脊髄損傷後数分以内に、グルタミン酸は傷害部位の損傷した神経細胞から細胞外空間へ漏れ出し、シナプス前グルタミン酸受容体を刺激してさらなるグルタミン酸の放出を引き起こす。細胞外のグルタミン酸レベルの上昇はミエリン鞘やオリゴデンドロサイトに位置するCa2+透過性のNMDA受容体の活性化を引き起こし、オリゴデンドロサイトはCa2+の流入とその後の興奮毒性の影響を受けやすい状態となる。細胞質基質の余剰なカルシウムによって引き起こされる有害な影響の1つは、切断型カスパーゼによるプロセシングを介したアポトーシスの開始である。他の影響としては、ミトコンドリア膜透過性遷移孔の開口が挙げられる。ミトコンドリアの膜に位置するこのポアは、ミトコンドリアが過剰量のカルシウムを吸収した際に開く。ポアの開口によって、ミトコンドリアの膨潤と活性酸素種やアポトーシスにつながる他のタンパク質の放出が引き起こされる可能性がある。また、ポアはミトコンドリアからのさらなるカルシウムの放出も引き起こす。さらに、アデノシン三リン酸（ATP）の産生は停止し、ATP合成酵素はATPの産生ではなく加水分解を開始する可能性がある。この現象は抑うつへの関与が示唆されている。
外傷性脳損傷による不十分なATP産生は、特定のイオンの電気化学的勾配の消失を引き起こす。グルタミン酸トランスポーターが細胞外空間からグルタミン酸を除去するためには、こうしたイオン勾配の維持が必要である。イオン勾配の喪失はグルタミン酸の取り込みを停止させるだけでなく、トランスポーターの逆送も引き起こす。神経細胞やアストロサイトのNa+-グルタミン酸トランスポーターはグルタミン酸の輸送を逆転させ、興奮毒性を誘発する濃度のグルタミン酸を分泌し始める。その結果、グルタミン酸は蓄積し、グルタミン酸受容体の活性化はさらに損なわれる。
分子レベルでは、カルシウムの流入は興奮毒性によって誘導されるアポトーシスを担う唯一の因子ではない。グルタミン酸曝露や低酸素/虚血状態によって引き起こされるシナプス外のNMDA受容体の活性化はCREBタンパク質の遮断を引き起こし、ミトコンドリアの膜電位の喪失とアポトーシスを引き起こすことが指摘されている。一方、シナプスのNMDA受容体の活性化ではCREB経路が活性化され、脳由来神経栄養因子（BDNF）が活性化されてアポトーシスは活性化されなかった。

### 外因性興奮毒
外因性興奮毒はシナプス後細胞に作用する神経毒であるが、通常体内に存在しないものを指す。こうした毒素は、創傷、摂食、空気拡散などを介して環境から生物の体内に進入する。一般的な興奮毒としては、AMPA受容体やNMDA受容体などのグルタミン酸受容体におけるグルタミン酸の作用を模倣するグルタミン酸アナログなどがある。

### BMAA
L-アラニン誘導体であるβ-メチルアミノ-L-アラニン（BMAA）は古くから神経毒として同定されており、グアムのチャモロ人にみられる筋萎縮性側索硬化症/パーキンソン-認知症複合（ALS/PDC、リティコ・ボディグ病）と最初に関連づけられた。広範囲に存在するBMAAは、シアノバクテリアによって窒素ストレス下の複雑な反応の結果として産生されたものであるとされている。研究の結果、BMAAの作用機序は興奮毒性である可能性が高く、グルタミン酸のアゴニストとしてAMPA受容体やNMDA受容体を活性化し、10 μMという比較的低い濃度でも細胞損傷を引き起こす。その後の無制御なCa2+の流入によって、疾患の病理が引き起こされる。MK801などのNMDAアンタゴニストがBMAAの作用を遮断することからも、BMAAが興奮毒であることが支持される。BMAAは、L-セリンに代わってヒトのタンパク質に誤って取り込まれることも示されている。BMAAの毒性に関する研究のかなりの部分は齧歯類に対して行われたものであるが、2016年にapoE4（APOE-ε4）アレル（これはヒトではアルツハイマー病の危険因子である）をホモ接合型で持つ、セントクリストファー島のベルベットモンキーChlorocebus sabaeusに対して行われた研究では、BMAAを経口投与されたサルは、アミロイドβプラークや神経原線維変化の蓄積など、アルツハイマー病に特徴的な病理組織学的特徴がみられた。より低用量のBMAAが投与された試験では、こうした病理学的特徴が相関的に減少することが明らかにされた。この研究では、環境毒であるBMAAは遺伝子と環境の相互作用の結果として神経変性疾患を引き起こすことが示された。死去したALS/PDCの患者の脳組織ではBMAAが検出されるが、ヒトの神経変性疾患とBMAAを結びつけるにはさらなる知見が必要である。

## 関連文献
- Kandel, E.R.; Schwartz, J.H.; Jessel, T.M. (2000). Principles of Neural Science (4th ed.). McGraw Hill. p. 928
- Blaylock, R.L. (1996). Excitotoxins: The Taste That Kills. Health Press. ISBN 0-929173-25-2[要ページ番号]
- Lau, Anthony; Tymianski, Michael (2010). “Glutamate receptors, neurotoxity and neurodegeneration”. European Journal of Physiology 460 (2):  525–542. doi:10.1007/s00424-010-0809-1. PMID 20229265.  Invited Review